# Felipe Arias Vilas
Felipe Arias Vilas (Lugo, 5 de julio de 1949) es un arqueólogo español.

## Biografía
Licenciado en Filosofía y Letras (sección Geografía e Historia) por la Universidad de Santiago de Compostela (1971), fue Premio Extraordinario de Licenciatura con una tesis sobre la Muralla romana de Lugo. Fue profesor de Historia e Arqueología e investigador en la universidad compostelana (1971-1974) y participó, así como dirigió, proyectos relacionados con prehistoria y la romanización en Galicia, centrando su investigación en el Castro de Viladonga y en la ciudad de Lugo en el periodo romano. Ha sido miembro fundador del Museo do Pobo Galego, y jefe de la sección de Arqueología y Prehistoria del Instituto Padre Sarmiento de Estudios Gallegos (CSIC); también ha sido promotor del Consello Galego de Museos. Funcionario del Cuerpo Facultativo de Conservadores de Museos desde 1974, dirige el Museo de Castro de Viladonga. Fue director general de Patrimonio Cultural en la Junta de Galicia y miembro de las comisiones técnicas del Consejo Internacional de Museos hasta 2009, cuando fue elegido Alberto Núñez Feijoo como presidente gallego.

## Obras
- Las murallas romanas de Lugo, 1972.
- Museo Provincial de Lugo, 1981.
- Castro de Viladonga, 1985.
- A romanización de Galicia, 1992.
- Museo do Castro de Viladonga, 1996.
- Dicionario de termos de arqueoloxía e prehistoria, 1995 (con Ana Romero Masiá).

Obras colectivas
- Inscriptions romaines de la province de Lugo, 1979.